# Ambroży (Zertis-Kamienski)
Ambroży, imię świeckie Andriej Stiepanowicz Zertis-Kamienski (ur. 6 października?/17 października 1708 w Niżynie, zm. 5 września?/16 września 1771 w Moskwie) –  biskup Rosyjskiego Kościoła Prawosławnego.

## Życiorys
Ukończył szkołę bracką przy monasterze Objawienia Pańskiego w Kijowie, następnie w latach 1728–1733 kontynuował naukę w Lwowskiej Akademii Duchownej. W 1733 podjął dalsze studia w Akademii Słowiańsko-Grecko-Łacińskiej w Moskwie. W 1739 złożył wieczyste śluby mnisze i został wykładowcą seminarium przy Ławrze św. Aleksandra Newskiego w Petersburgu. W 1742 został jego prefektem. Posiadał gruntowne wykształcenie teologiczne, władał łaciną, językami hebrajskim i greckim.
W 1743, lub w 1748 został przełożonym monasteru Nowe Jeruzalem i stałym członkiem Świątobliwego Synodu Rządzącego. Przyczynił się do renowacji klasztoru, którym kierował. 17 listopada 1753 miała miejsce jego chirotonia na biskupa perejasławskiego i dmitrowskiego. W 1761 został biskupem sarskim i podońskim, zaś trzy lata później tytuł uległ zmianie na arcybiskupa krutickiego. Jako członek Świątobliwego Synodu Rządzącego uczestniczył w 1763 w sądzie nad metropolitą rostowskim Arseniuszem, który zakończył się pozbawieniem go wszystkich godności duchownych. W 1768 został arcybiskupem moskiewskim. Zainicjował remont cerkwi w obrębie Kremla moskiewskiego: soboru św. Michała Archanioła, soboru Zaśnięcia Matki Bożej i soboru Zwiastowania oraz monasteru Czudowskiego.
16 września 1771 został zamordowany przez tłum uczestników zamieszek, jakie wybuchły w Moskwie w czasie epidemii dżumy. Zabójcy arcybiskupa wdarli się do jego rezydencji w monastyrze Dońskim po tym, gdy nakazał on czasowo usunąć z ogólnodostępnej kaplicy cudowną Bogolubowską Ikonę Matki Bożej i zamknąć kasę, w której składane były datki wiernych. Duchowny zamierzał w ten sposób powstrzymać dalsze rozprzestrzenianie się epidemii, któremu sprzyjało gromadzenie się ludzi w cerkwi. Jego zamiary zostały odczytane jako chęć przejęcia datków.
Pochowany w monastyrze Dońskim.